# Öratjärnen (Ovanåkers socken, Hälsingland)
Öratjärnen är en sjö i Ovanåkers kommun i Hälsingland och ingår i Ljusnans huvudavrinningsområde.